# 國威里
國威里為一中華民國村里級行政區劃，位於中華民國花蓮縣花蓮市，面積約0.278平方公里。

## 地標
•大同市場
大同市場位於國威里北部的中山路上，是一個典型的傳統市場。
•花蓮市公所

## 地理位置
國威里毗鄰花蓮市國治里、花蓮市國風里、花蓮市國華里、花蓮市國安里、花蓮市國光里。
含13個街區。

## 外部連結
- 花蓮市公所鄰里介紹（页面存档备份，存于）